# شهرستان آغجابدیع
آغجابدیع (به ترکی آذربایجانی Ağcabədi rayonu، آغجابه‌دی رایونو) شهرستانی در قسمت مرکزی جمهوری آذربایجان است. 
مرکز این شهرستان شهری به همین نام است که محل تولد موسیقی‌دان مشهور آذربایجان، عزیر حاجی‌بیگف می‌باشد. 
جمعیت این بخش ۱۱۲٬۴۰۰ نفر و مساحت آن ۱۷۶۰ کیلومتر مربع می‌باشد.